# Zweedse parlementsverkiezingen 1985

Resultaten per kiesdistrict, volgens belang (gewicht) van elk district. Elk kiesdistrict heeft de kleur van die partij die in het desbetreffende kiesdistrict het grootste aantal stemmen heeft gehaald.

Op 15 september 1985 vinden in Zweden parlementsverkiezingen plaats.

## Campagne
Na de verkiezingen van 1982 komen de sociaaldemocraten opnieuw aan de macht. Sindsdien zijn de Socialdemokraterna erin geslaagd het overheidstekort terug te brengen van 90 tot 60 miljoen kronen. Ze beloven nu de belastingen niet te verhogen of het welvaartsstelsel aan te tasten.
De oppositie herorganiseert zich. De Centerpartiet van voormalig premier Thorbjörn Fälldin trekt samen met de Kristen demokratisk samling (KDS) naar de stembus onder de naam Centern. De samenwerking stuit binnen de Centrumpartij echter op heel wat kritiek. Ondanks de nieuwe alliantie is het vooral de Moderata samlingspartiet (M) die, naast de sociaaldemocraten, het debat domineert. Zoals steeds gaan de conservatieve Moderaterna voor belastingvermindering, maar sociaaldemocratisch premier Olof Palme kaatst de bal terug door te wijzen op de negatieve gevolgen daarvan op voetbalteams voor jongeren. In de polls haalt de M eerst nog bijna 30%, maar die aanhang kalft gedurende campagne steeds meer af. De liberale Folkpartiet (FP), ten slotte, krijgt in 1982 een zware nederlaag te verwerken en houdt nog slechts een kleine parlementaire vertegenwoordiging over. Partijleider Bengt Westerberg slaagt er niettemin in zich boven de elkaar bestrijdende prominenten van de campagne, Palme van de sociaaldemocraten en Adelsohn van de conservatieven, te plaatsen.

## Resultaten
De sociaaldemocraten moeten een klein percent inleveren en verliezen 7 zetels. De Moderaterna verliezen heel wat terrein, net als het samenwerkingsverband Centern tussen de C en de KDS. Het doel van de samenwerking, meer stemmen winnen, is niet bereikt. De christendemocraten van de KDS slagen er wel in hun eerste parlementszetel ooit binnen te halen: die gaat naar partijleider Alf Svensson. Op centrumrechts trekt de Folkpartiet heel wat mensen aan: de partij wint meer dan 8% ten opzichte van de voor de partij rampzalige stembusgang van 1982. De groene Miljöpartiet blijft vooralsnog zonder parlementaire vertegenwoordiging.
| Partij                             | Partijleider                    | Stemmen   | %       | ± %      | Zetels | ± Zetels |
| ---------------------------------- | ------------------------------- | --------- | ------- | -------- | ------ | -------- |
| Socialdemokraterna (S)             | Olof Palme                      | 2 487 551 | 44,68   | ▼ 0,93   | 159    | ▼7       |
| Moderaterna (M)                    | Ulf Adelsohn                    | 1 187 335 | 21,33   | ▼2,31    | 76     | ▼10      |
| Folkpartiet (FP)                   | Bengt Westerberg                | 792 268   | 14,23   | ▲8,33    | 51     | ▲30      |
| Centern (C + KDS)                  | Thorbjörn Fälldin               | 691 258   | 12,42   | ▼4,93    | 56     | ▼12      |
| Vänsterpartiet kommunisterna (VpK) | Lars Werner                     | 289 419   | 5,36    | ▼0,20    | 19     | ▼        |
| Miljöpartiet (MP)                  | Per Gahrton en Ragnhild Pohanka | 83 645    | 1,50    | ▼0,15    | 0      | —        |
| Overige partijen                   | —                               | 26 546    | 0,48    | —        | 0      | —        |
| Geldige stemmen                    | —                               | 5 567 022 | 100     | —        | —      | —        |
| Ongeldige stemmen                  | —                               | 48 220    | —       | —        | —      | —        |
| Totaal                             | Totaal                          | 5 615 242 | (89,93) | ▼ (1,51) | 349    | —        |

1911 · 1914 · 1917 · 1920 · 1921 · 1924 · 1928 · 1932 · 1936 · 1940 · 1944 · 1948 · 1952 · 1956 · 1958 · 1960 · 1964 · 1968 · 1970 · 1973 · 1976 · 1979 · 1982 · 1985 · 1988 · 1991 · 1994 · 1998 · 2002 · 2006 · 2010 · 2014 · 2018 · 2022